# Barbus mocoensis
Barbus mocoensis är en fiskart som beskrevs av Trewavas, 1936. Barbus mocoensis ingår i släktet Barbus och familjen karpfiskar. IUCN kategoriserar arten globalt som otillräckligt studerad. Inga underarter finns listade.